# دیانا بیگ
دیانا بیگ (انگلیسی: Diana Baig؛ زادهٔ ۱۵ اکتبر ۱۹۹۵) بازیکن کریکت، و بازیکن فوتبال اهل پاکستان است.